# Mike Dean (játékvezető)
Mike Dean (Wirral, 1968. július 7. –) angol nemzetközi labdarúgó-játékvezető. Teljes neve Michael Leslie Dean. Polgári foglalkozása professzionista játékvezető.

## Pályafutása

### Nemzeti játékvezetés
A játékvezetésből 1985-ben vizsgázott. Ellenőreinek, sportvezetőinek javaslatára asszisztensi szolgálatát 1997-ben váltotta bíróira. 2000-ben minősítették a Premier League bírójának. Premier League mérkőzéseinek száma: 143.

#### Nemzeti kupamérkőzések
Vezetett Kupa-döntők száma: 1.

##### Angol labdarúgókupa
| Időpont         | Helyszín                | Mérkőzés típusa | Mérkőzés                      | Eredmény | Nézők száma |
| --------------- | ----------------------- | --------------- | ----------------------------- | -------- | ----------- |
| 2008. május 17. | Wembley Stadion, London | döntő           | Cardiff City FC–Portsmouth FC | 0 – 1    | 89 874      |

### Nemzetközi játékvezetés
Az Angol labdarúgó-szövetség Játékvezető Bizottsága (JB) terjesztette fel nemzetközi játékvezetőnek, a Nemzetközi Labdarúgó-szövetség (FIFA) 2003-tól tartotta nyilván bírói keretében. Több nemzetek közötti válogatott és klubmérkőzést vezetett. FIFA JB besorolás szerint első kategóriás bíró. Az angol nemzetközi játékvezetők rangsorában, a világbajnokság-Európa-bajnokság sorrendjében többedmagával a 16. helyet foglalja el 5 találkozó szolgálatával. Az aktív nemzetközi játékvezetéstől 2013-ban a FIFA 45 éves korhatárát elérve búcsúzott. Válogatott mérkőzéseinek száma: 12.

#### Világbajnokság
A világbajnoki döntőhöz vezető úton 
Dél-Afrikába a XIX., a 2010-es labdarúgó-világbajnokságra valamint Brazíliába a XX., a 2014-es labdarúgó-világbajnokságra a FIFA JB bíróként alkalmazta.

##### 2010-es labdarúgó-világbajnokság
| Időpont             | Helyszín                            | Mérkőzés típusa           | Mérkőzés           | Eredmény | Nézők száma |
| ------------------- | ----------------------------------- | ------------------------- | ------------------ | -------- | ----------- |
| 2008. szeptember 6. | Maurice Dufrasne Stadion, Liège     | előselejtező (5. csoport) | Belgium–Észtország | 3 – 2    | 17 992      |
| 2009. június 6.     | Laugardalsvöllur Stadion, Reykjavík | előselejtező (9. csoport) | Izland–Hollandia   | 01– 2    | 9635        |

##### 2014-es labdarúgó-világbajnokság
| Időpont         | Helyszín             | Mérkőzés típusa           | Mérkőzés                       | Eredmény | Nézők száma |
| --------------- | -------------------- | ------------------------- | ------------------------------ | -------- | ----------- |
| 2013. június 7. | Skonto Stadion, Riga | előselejtező (G. csoport) | Lettország–Bosznia-Hercegovina | 0 – 5    | 7700        |

#### Európa-bajnokság
Az európai-labdarúgó torna döntőjéhez vezető úton Ausztriába és Svájcba a XIII., a 2008-as labdarúgó-Európa-bajnokságra, illetve  Ukrajnába és Lengyelországba a XIV., a 2012-es labdarúgó-Európa-bajnokságra az UEFA JB játékvezetőként foglalkoztatta.

##### 2008-as labdarúgó-Európa-bajnokság
| Időpont           | Helyszín                            | Mérkőzés típusa           | Mérkőzés          | Eredmény | Nézők száma |
| ----------------- | ----------------------------------- | ------------------------- | ----------------- | -------- | ----------- |
| 2007. október 13. | Laugardalsvöllur Stadion, Reykjavík | előselejtező (F. csoport) | Izland–Lettország | 2 – 4    | 5865        |

##### 2012-es labdarúgó-Európa-bajnokság
| Időpont           | Helyszín                       | Mérkőzés típusa           | Mérkőzés         | Eredmény | Nézők száma |
| ----------------- | ------------------------------ | ------------------------- | ---------------- | -------- | ----------- |
| 2010. október 12. | Roi Baudouin Stadion, Brüsszel | előselejtező (A. csoport) | Belgium–Ausztria | 4 – 4    | 24 231      |

#### Nemzetközi kupamérkőzések

##### UEFA-kupa
| Időpont             | Helyszín                       | Mérkőzés típusa                     | Mérkőzés                            | Eredmény |
| ------------------- | ------------------------------ | ----------------------------------- | ----------------------------------- | -------- |
| 2006. augusztus 10. | Sóstói Stadion, Székesfehérvár | előselejtező (2. kör-, 1. mérkőzés) | FC Fehérvár–Grasshopper Club Zürich | 1 – 1    |